# Щ
Щ (Щ, щ, bułg. szta, ros., ukr. szcza) – 27. litera podstawowej cyrylicy.
Początkowo nie była uważana za osobną literę, lecz ligaturę dwóch znaków Ш i Т i tak też jest do dzisiaj wymawiana w języku bułgarskim. Litera ta trafiła następnie na Ruś. Przejmując tę literę, nie zmieniano pisowni zawierających ją wyrazów; ponieważ jednak bułgarskiemu [ʃt] odpowiadało staroruskie [ʃʧ], na Rusi litera Щ zmieniła wartość fonetyczną na [ʃʧ]. Z alfabetu staroruskiego przejęły ją alfabety rosyjski i ukraiński; natomiast w alfabecie białoruskim doszło do wtórnego rozdzielenia w dwuznak ШЧ. Podobnie litera Щ została usunięta z alfabetu serbskiego i zastąpiona dwuznakiem ШТ.
We współczesnej wymowie rosyjskiej litera Щ zwykle posiada wartość dwugłoski palatalnej (miękkiej) [ɕʨ] lub długiej spółgłoski palatalnej [ɕ:]. We współczesnym literackim języku ukraińskim posiada wartość dwugłoski [ʃʧ], a w szybkiej wymowie potocznej – spółgłoski [ʃ].
Polacy poznali literę Щ za pośrednictwem staroruskim, dlatego w języku polskim przyjęło się ją transkrybować za pomocą połączenia szcz (w przypadku języka bułgarskiego – szt). Oficjalna transkrypcja rosyjska przewiduje pisownię angielską shch, ukraińska – sch, bułgarska – sht, natomiast transliteracja zgodnie z normą ISO to Ŝ.

## Kodowanie
| Znak                   | Щ                             | Щ                             | щ                           | щ                           |
| ---------------------- | ----------------------------- | ----------------------------- | --------------------------- | --------------------------- |
| Nazwa w Unikodzie      | Cyrillic Capital Letter Shcha | Cyrillic Capital Letter Shcha | Cyrillic Small Letter Shcha | Cyrillic Small Letter Shcha |
| Kodowanie              | dziesiątkowo                  | szesnastkowo                  | dziesiątkowo                | szesnastkowo                |
| Unicode                | 1065                          | U+0429                        | 1097                        | U+0449                      |
| UTF-8                  | 208 169                       | d0 a9                         | 209 137                     | d1 89                       |
| Odwołania znakowe SGML | &#1065;                       | &#x0429;                      | &#1097;                     | &#x0449;                    |
| Macintosh Cyrillic     | 153                           | 99                            | 249                         | F9                          |
| ISO 8859-5             | 201                           | C9                            | 233                         | E9                          |
| Windows-1251           | 217                           | D9                            | 249                         | F9                          |
| Code page 866          | 153                           | 99                            | 233                         | E9                          |
| Code page 855          | 250                           | FA                            | 249                         | F9                          |
| KOI8-R i KOI8-U        | 253                           | FD                            | 221                         | DD                          |